# Poliche (film, 1934)
Pour les articles homonymes, voir Poliche.
Pour plus de détails, voir Fiche technique et Distribution.
Poliche est un film français réalisé par Abel Gance et sorti en 1934.

## Synopsis
Poliche (surnom de Didier Mereuil) est très amoureux de Rosine et tente d'attirer son attention en jouant les boute-en-train. Mais il ne lui plait pas, et elle se laisse séduire par un aviateur. Elle apprend un jour que le rôle de Poliche n'est qu'une façade.

## Fiche technique
- Réalisation : Abel Gance
- Scénario : Abel Gance, Henri Decoin, d'après la pièce d'Henry Bataille
- Décors : Lazare Meerson
- Directeur de la photo : Roger Hubert, Harry Stradling
- Montage : Lothar Wolff
- Musique : Henri Verdun
- Affiche : Jean-Adrien Mercier
- Producteur : Maurice Orienter
- Pays de production :  France
- Format :  Noir et blanc - 1,37:1 - 35 mm - son mono
- Genre : Comédie
- Durée : 90 minutes (1 h 30)
- Date de sortie : 
  - France : 27 juillet 1934

## Distribution
- Constant Rémy : Didier Méreuil, dit Poliche
- Marie Bell : Rosine
- Alexander D'Arcy : Saint-Wast
- Edith Méra : Mme Laub
- Betty Daussmond : Augustine
- Catherine Fonteney : Louise Méreil
- Marguerite Mahé : L'accordéoniste
- Romain Bouquet : Boudier
- Marcel Delaître : Prosper Méreuil
- Pierre Finaly : Laub
- Violaine Barry
- Pierre Larquey
- Pierre Dac